# Glipa subsinuatipennis
Glipa subsinuatipennis is een keversoort uit de familie spartelkevers (Mordellidae). De wetenschappelijke naam voor de soort, waarvan het type uit Banka kwam, werd in 1924 door Maurice Pic gepubliceerd als Glipa subsinuata. Die naam was door dezelfde auteur in 1917 echter al eerder gegeven aan een spartelkever uit hetzelfde geslacht, waarvan het type uit Frans-Guyana kwam. In 1936 werd daarop, opnieuw door Píc, het nomen novum Glipa subsinuatipennis gepubliceerd voor de ongeldig gepubliceerde naam.

## synoniemen
- Glipa subsinuata Pic, 1924, nom. illeg.